# Glypta rufonotata
Glypta rufonotata är en stekelart som beskrevs av Dasch 1988. Glypta rufonotata ingår i släktet Glypta och familjen brokparasitsteklar. Inga underarter finns listade i Catalogue of Life.